# Vida de Ansgário

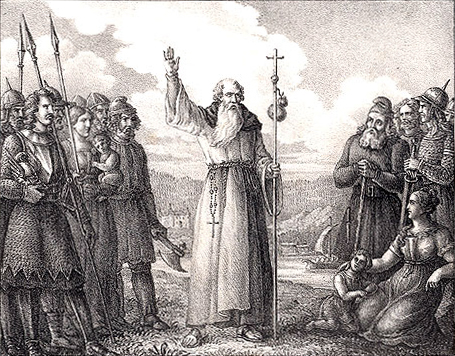
Ansgário pregando para os Escandinavos, segundo Hugo Hamilton (1830)

Vida de Ansgário (em latim: Vita Ansgari) é uma biografia de Ansgário, o "Apóstolo do Norte", escrita no séc. IX por Rimberto de Hamburgo, o sucessor de Ansgário no cargo de arcebispo de Hamburgo-Brema.
Este documento histórico foi escrito por volta de 865-876, e é uma importante fonte de conhecimento da atividade missionária de Ansgário na Dinamarca e na Suécia, assim como da história e da vida diária na Era dos Viquingues.
O autor baseou-se nos testemunhos pessoais do próprio Ansgário, a quem ele próprio acompanhou numa viagem à cidade viking de Birka na Suécia.

## Ligacões externas
- Medieval Sourcebook: Life of Anskar – texto inglês da Vita Ansgari